# NGC 969
NGC 969 je čočková galaxie v souhvězdí Trojúhelníku. Její zdánlivá jasnost je 12,3m a úhlová velikost 1,7′ × 1,0′. Je vzdálená 206 milionů světelných let, průměr má 100 000 světelných let. Galaxii objevil 22. listopadu 1827 John Herschel.